# Aletopelta
Aletopelta coombsi
Genre
Espèce
Aletopelta (« bouclier errant ») est un genre de dinosaure ornithischien herbivore le l'infra-ordre des ankylosauriens ayant vécu en Californie du Sud, au Crétacé supérieur (étage Campanien), il y a environ 84 à 72 millions d'années.
Découvert en 1987, il a été nommé et décrit par les paléontologues T. Ford et Kirkland en 2001. 
Le genre Aletopelta ne comprend qu'une seule espèce : Aletopelta coombsi, décrite par T. J. Ford et J. Kirkland, qui l'aont placé dans la famille des ankylosauridés.
En 2004, il est considéré comme nomen dubium d'ankylosaurien par M. Vickaryous et ses collègues.

## Étymologie
Son nom composé des mots grecs « αλετες/aletes » et « πελτε/pelte », signifiant respectivement « errant » et « bouclier », pour rappeler son transport après sa mort et sa fossilisation en fond de mer.
L'épithète spécifique coombsi honore le célèbre paléontologue Walter P. Coombs, Jr., pour ses années de recherche. 

## Anatomie
Il s'agissait d'un dinosaure de taille moyenne d’environ 6 mètres de long. 
Aletopelta est considéré comme un ankylosaurien, en se basant principalement sur la forme et l'arrangement de son armure d'ostéodermes.

## Fossiles retrouvés et fossilisation
Aletopelta est connu par un squelette partiel (holotype : SDNHM 33909, San Diego Natural History Museum, San Diego, California). Le squelette comprend les fémurs, les tibias, les péronés et des parties incomplètes d'une omoplate, un humérus, l’ulna, les ischions gauche et droit, des vertèbres, des côtes, l'armure partielle au-dessus de la ceinture pelvienne, plus au moins 60 plaques d'armure et 8 dents.
Le squelette fossile a été découvert dans les sédiments marins de la formation géologique de Point Loma, près de Carlsbad en Californie. Le cadavre de l'animal a flotté à la surface de la mer sur une courte distante avant de couler au fond et d'être recouvert d'organismes épibiontes puis de sédiments pour être fossilisé le ventre vers le haut.